# Carmen Klausbruckner
Carmen Klausbruckner (ur. 17 maja 1984 w Wiedniu) – austriacka lekkoatletka specjalizująca się w skoku o tyczce.

## Osiągnięcia
- wielokrotna mistrzyni kraju

W 2001 reprezentowała Austrię podczas mistrzostw świata juniorów młodszych w Debreczynie. 16. miejsce w eliminacjach nie dało jej awansu do finału.

## Rekordy życiowe
- skok o tyczce (stadion) - 3,90
- skok o tyczce (hala) - 3,92 (2006)